# Glenn Strange
Glenn Strange (Weed, 16 agosto 1899 – Los Angeles, 20 settembre 1973) è stato un attore statunitense.
È apparso in numerosi film western, ma è celebre principalmente per aver interpretato il personaggio del mostro di Frankenstein in tre film della saga Universal, Al di là del mistero (1944),
La casa degli orrori (1945) e Il cervello di Frankenstein  (1948).

## Filmografia

### Cinema
- The Mounted Stranger, regia di Arthur Rosson (1930)
- Wild Horse, regia di Sidney Algier, Richard Thorpe (1931)
- The Hard Hombre, regia di Otto Brower (1931)
- Border Law, regia di Louis King (1931)
- Shotgun Pass, regia di J.P. McGowan (1931)
- I moschettieri del West (Cavalier of the West), regia di John P. McCarthy (1931)
- The Guilty Generation, regia di Rowland V. Lee (1931)
- The Fighting Marshal, regia di D. Ross Lederman (1931)
- Range Feud, regia di D. Ross Lederman (1931)
- The Deadline, regia di Lambert Hillyer (1931)
- The Gay Buckaroo, regia di Phil Rosen (1932)
- Single-Handed Sanders, regia di Charles A. Post (1932)
- Texas Cyclone, regia di D. Ross Lederman (1932)
- The Texas Tornado, regia di Oliver Drake (1932)
- Riders of the Desert, regia di Robert N. Bradbury (1932)
- The Riding Tornado, regia di D. Ross Lederman (1932)
- A Man's Land, regia di Phil Rosen (1932)
- Hello Trouble, regia di Lambert Hillyer (1932)
- Uragano express  (The Hurricane Express), regia di J.P. McCowan (1932)
- Ride Him, Cowboy, regia di Fred Allen (1932)
- McKenna of the Mounted, regia di D. Ross Lederman (1932)
- Fighting for Justice, regia di Otto Brower (1932)
- The Big Stampede, regia di Tenny Wright (1932)
- The Cowboy Counsellor, regia di George Melford (1932)
- Sundown Rider, regia di Lambert Hillyer (1932)
- Silent Men, regia di D. Ross Lederman (1933)
- The Whirlwind, regia di D. Ross Lederman (1933)
- The Thrill Hunter, regia di George B. Seitz (1933)
- Somewhere in Sonora, regia di Mack V. Wright (1933)
- La valle del terrore (The Star Packer), regia di Robert N. Bradbury (1934)
- The Man from Hell, regia di Lewis D. Collins (1934)
- Pals of the West, regia di Robert Emmett Tansey (1934)
- Law of the Wild, regia di B. Reeves Eason (1934)
- Five Bad Men, regia di Clifford Smith (1935)
- Cyclone of the Saddle, regia di Elmer Clifton (1935)
- Border Vengeance, regia di Ray Heinz (1935)
- La galleria della morte (Hard Rock Harrigan), regia di David Howard (1935)
- Verso il West! (Westward Ho), regia di Robert N. Bradbury (1935)
- His Fighting Blood, regia di John English (1935)
- Uno sceriffo per Weather Spring (The New Frontier), regia di Carl Pierson (1935)
- Stormy, regia di Lew Landers (1935)
- Moonlight on the Prairie, regia di D. Ross Lederman (1935)
- Terra di fuorilegge (Lawless Range), regia di Robert N. Bradbury (1935)
- Gallant Defender, regia di David Selman (1935)
- The Law of 45's, regia di John P. McCarthy (1935)
- Suicide Squad, regia di Bernard B. Ray (1935)
- Lawless Riders, regia di Spencer Gordon Bennet (1935)
- Sunset of Power, regia di Ray Taylor (1935)
- Flash Gordon, regia di Frederick Stephany (1936)
- Avenging Waters, regia di Spencer Gordon Bennet (1936)
- The Cattle Thief, regia di Spencer Gordon Bennet (1936)
- Il cavaliere senza paura (The Fugitive Sheriff), regia di Spencer Gordon Bennet (1936)
- Trailin' West, regia di Noel M. Smith (1936)
- A Tenderfoot Goes West, regia di Maurice G. O'Neill (1936)
- The Sunday Round-Up, regia di William Clemens (1936)
- California Mail, regia di Noel M. Smith (1936)
- Song of the Gringo, regia di John P. McCarthy (1936)
- Conflict, regia di David Howard (1936)
- Guns of the Pecos, regia di Noel M. Smith (1937)
- Arizona Days, regia di John English (1937)
- Fiamme nel Texas (Trouble in Texas), regia di Robert N. Bradbury (1937)
- Land Beyond the Law, regia di B. Reeves Eason (1937)
- Hittin' the Trail, regia di Robert N. Bradbury (1937)
- Two Gun Law, regia di Leon Barsha (1937)
- The Cherokee Strip di Noel M. Smith (1937)
- The Fighting Texan, regia di Charles Abbott (1937)
- Blazing Sixes, regia di Noel M. Smith (1937)
- Mountain Music, regia di Robert Florey (1937)
- Empty Holsters, regia di B. Reeves Eason (1937)
- Riders of the Dawn, regia di Robert N. Bradbury (1937)
- The Devil's Saddle Legion, regia di Bobby Connolly (1937)
- Il terrore del West (God's Country and the Man), regia di Robert N. Bradbury (1937)
- Stars Over Arizona, regia di Robert N. Bradbury (1937)
- Law for Tombstone, regia di W.B. Eason (1937)
- La valle dell'inferno (Danger Valley), regia di Robert N. Bradbury (1937)
- Courage of the West, regia di Joseph H. Lewis (1937)
- Adventure's End, regia di Arthur Lubin (1937)
- The Singing Outlaw, regia di Joseph H. Lewis (1937)
- The Spy Ring, regia di Joseph H. Lewis (1938)
- Il sentiero dei cuori perduti (The Painted Trail), regia di Robert F. Hill (1938)
- Border Wolves, regia di Joseph H. Lewis (1938)
- Pattuglia eroica (State Police), regia di John Rawlins (1938)
- The Last Stand, regia di Joseph H. Lewis (1938)
- Call of the Rockies, regia di Alan James (1938)
- Whirlwind Horseman, regia di Robert F. Hill (1938)
- I diavoli dei mari del sud (Air Devils), regia di John Rawlins (1938)
- Six-Shootin' Sheriff, regia di Harry L. Fraser (1938)
- Pride of the West, regia di Lesley Selander (1938)
- Prison Break, regia di Arthur Lubin (1938)
- In Old Mexico, regia di Edward D. Venturini (1938)
- The Mexicali Kid, regia di Wallace Fox (1938)
- Black Bandit, regia di George Waggner (1938)
- The Mysterious Rider, regia di Lesley Selander (1938)
- Guilty Trails, regia di George Waggner (1938)
- Prairie Justice, regia di George Waggner (1938)
- Gun Packer, regia di Wallace Fox (1938)
- California Frontier, regia di Elmer Clifton (1938)
- Ghost Town Riders, regia di George Waggner (1938)
- The Phantom Stage, regia di George Waggner (1939)
- Honor of the West, regia di George Waggner (1939)
- Arizona Legion, regia di David Howard (1939)
- Flying G-Men, regia di James W. Horne (1939)
- Sunset Trail, regia di Lesley Selander (1939)
- The Lone Ranger Rides Again, regia di John English, William Witney (1939)
- Rough Riders' Round-up, regia di Joseph Kane (1939)
- The Night Riders, regia di George Sherman (1939)
- Blue Montana Skies, regia di B. Reeves Eason (1939)
- Across the Plains, regia di Spencer Gordon Bennet (1939)
- The Fighting Gringo, regia di David Howard (1939)
- Oklahoma Terror, regia di Spencer Gordon Bennet (1939)
- Range War, regia di Lesley Selander (1939)
- Cupid Rides the Range, regia di Lou Brock (1939)
- Ride, Cowboy, Ride, regia di George Amy (1939)
- Law of the Pampas, regia di Nate Watt (1939)
- Overland Mail, regia di Robert F. Hill (1939)
- The Llano Kid, regia di Edward D. Venturini (1939)
- Days of Jesse James, regia di Joseph Kane (1939)
- Pioneer Days, regia di Harry S. Webb (1940)
- Teddy the Rough Rider, regia di Ray Enright (1940)
- Rhythm of the Rio Grande, regia di Albert Herman (1940)
- California or Bust, regia di Lloyd French (1941)
- Mostro pazzo (The Mad Monster), regia di Sam Newfield (1942)
- Al di là del mistero (The House of Frankenstein), regia di Erle C. Kenton (1944)
- La casa degli orrori (House of Dracula), regia di Erle C. Kenton (1945)
- La vedova pericolosa (The Wistful Widow of Wagon Gap), regia di Charles Barton (1947)
- Il cervello di Frankenstein (Bud Abbott Lou Costello Meet Frankenstein), regia di Charles Barton (1948)
- La legge di Robin Hood (Rimfire), regia di B. Reeves Eason (1949)
- Pelle di bronzo (Comanche Territory), regia di George Sherman (1950)
- I filibustieri delle Antille (Double Crossbones), regia di Charles Barton (1951)
- La sirena del circo (Texas Carnival), regia di Charles Walters (1951)
- Il conquistatore del West (Wagons West), regia di Ford Beebe (1952)
- Il diario di un condannato (The Lawless Breed), regia di Raoul Walsh (1953)
- Pistole infallibili (Born to the Saddle), regia di William Beaudine (1953)
- I veli di Bagdad (The Veils of Bagdad), regia di George Sherman (1953)
- Sangue di Caino (The Road to Denver), regia di Joseph Kane (1955)
- Il marchio dell'odio (The Halliday Brand), regia di Joseph H. Lewis (1957)
- La maschera nera di Cedar Pass (Last Stagecoach West), regia di Joseph Kane (1957)
- Duello a Rio Bravo (Gunfire at Indian Gap), regia di Joseph Kane (1957)
- Quantrill il ribelle (Quantrill's Raiders), regia di Edward Bernds (1958)
- Arriva Jesse James (Alias Jesse James), regia di Norman Z. McLeod (1959)

### Televisione
- Gianni e Pinotto (The Abbott and Costello Show) – serie TV, episodio 1x04 (1952)
- Le avventure di Campione (The Adventures of Champion) – serie TV, 4 episodi (1955-1956)
- The Restless Gun – serie TV, episodio 1x21 (1958)
- 26 Men – serie TV, episodi 1x29-2x37 (1958-1959)
- General Electric Theater – serie TV, episodio 7x18 (1959)
- Gli uomini della prateria (Rawhide) – serie TV, episodi 2x07-5x15 (1959-1963)
- Sugarfoot – serie TV, episodio 4x04 (1960)
- Thriller – serie TV, episodio 1x31 (1961)
- Gunsmoke – serie TV, 245 episodi (1961-1973)